# The Cement Garden
The Cement Garden är en brittisk-tysk-fransk dramafilm från 1993 i regi av Andrew Birkin.
Filmen är baserad på Ian McEwans roman Cementträdgården.

## Utmärkelser
Andrew Birkin vann Silverbjörnen för bästa regi vid filmfestivalen i Berlin 1993.

## Rollista i urval
- Andrew N. Robertson - Jack
- Charlotte Gainsbourg - Julie
- Alice Coulthard - Sue
- Ned Birkin - Tom
- Jochen Horst - Derek
- Sinéad Cusack - mor
- Hanns Zischler - far